# Psilotum ×intermedium
Psilotum ×intermedium (= Psilotum complanatum × Psilotum nudum) is een zeldzame, tropische varen uit de familie Psilotaceae. Het is een nothospecies, een natuurlijke hybride tussen twee soorten, Psilotum nudum en Psilotum complanatum.
Het is een zeer primitieve varen zonder echte wortels. De soort komt onder meer voor in Hawaï.

## Naamgeving enetymologie
De botanische naam Psilotum is afgeleid van het Oudgriekse ψιλός, psilos (naakt), naar de afwezigheid van allerlei organen die bij andere varens wel voorkomen. De soortaanduiding intermedium is afkomstig van het Latijn en betekent 'tussenin', met eigenschappen van beide oudersoorten.
Geslacht: Psilotum

Soorten: P. complanatum · P. nudum · P. ×intermedium

Geslacht: Tmesipteris

Soorten: T. elongata · T. lanceolata · T. norfolkensis · T. obliqua · T. oblongifolia · T. ovata · T. parva · T. sigmatifolia · T. solomonensis · T. tannensis · T. truncata · T. vanuatensis · T. vieillardii